# Odontoplax
Odontoplax is een geslacht van kreeftachtigen uit de klasse van de Malacostraca (hogere kreeftachtigen).

## Soort
- Odontoplax chacei Garth, 1986